# سنجق الموصل
سنجق الموصل (بالتركية العثمانية: موصل سنجاغى)‏ كان سنجقًا في الإمبراطورية العثمانية في مدينة الموصل، العراق حاليًا، كمركز إداري لها، ويضم الاقضية التالية: الموصل والعمادية وزاخو وسنجار وعقرة ودهوك.

## التاريخ
تأسس السنجق بعد احتلال سليم الأول للموصل عام 1516/1517. وكان جزءًا من إيالة ديار بكر حتى عام 1534. ثم نُقل إلى إيالة لورستان، ثم إلى إيالة بغداد. خلال الأعوام من 1563 إلى 1566 ومن 1571 إلى 1573 كان جزءًا من إزالة شهرزور. في عام 1586 أصبح جزءًا من إيالة الموصل التي تم إنشاؤها حديثًا.
في عام 1851 تم حل إيالة الموصل. لم يكن سنجق الموصل مرتبطا بمحافظة أخرى حتى عام 1855، عندما أصبح جزءًا من إيالة وان. في عام 1866 تم نقله إلى إيالة بغداد، والتي أصبحت ولاية بغداد عام 1869. في عام 1880 أصبح السنجق جزءًا من ولاية الموصل.